# 이순걸 (공학자)
이순걸(1960~)은 대한민국의 로봇공학자이다.

## 학력
서울대에서 기계공학을 전공하고 KAIST에서 생산공학으로 석사 학위를 받았다. 졸업 후 1985년 3월부터 1989년 6월까지 4년 여간 동양정밀에서 병역특례 연구원으로 근무하다 미국 유학길에 올라 미시간대학교에서 기계공학으로 1993년 12월 박사학위를 받았다.

- 1982 서울대학교 기계공학과 졸업
- 1984 KAIST(한국과학기술원) 생산공학과 졸업(석사)
- 1993 미국 미시간대 기계공학과 졸업(박사)

## 경력
KIST 선임연구원을 거쳐 1996년 3월부터 현재까지 경희대 공과대학 기계공학과 교수로 재직하고 있다. 

- 1985 ~ 1989 동양정밀 연구원
- 1990 ~ 1991 미국 미시간대학교 모바일로보틱스연구소 연구원
- 1993 ~ 1994 메테크(Metech Co.,Ltd.) 이사
- 1994 ~ 1996 KIST 선임연구원
- 1996 ~ 현 경희대 공과대학 기계공학과 교수

## 활동
이 교수가 제안한 이동로봇 용어 표준이 국제표준(ISO)으로 발간되었고, 2010년부터 현재까지 ISO TC 299 WG1 의장으로 활동하면서 서비스 로봇의 표준화 작업을 선도하고 있다. 2004년 Cli-View System으로 IR52 장영실상을 수상했고, 사람이 탑승, 또는 원격조정으로 전 방향 이동이 가능한 볼 이동장치/탑승형 볼 로봇이 ‘2018년도 올해의 10대 기계기술’로 선정되는 등 연구분야에서도 주목할만한 성과를 보여왔다. 관심분야는 스마트 모빌리티(필드 서비스 로봇, 지능형 로봇/지능형 자동차 경로 계획 및 자율 네비게이션), 메카트로닉스(임베디드 원격제어 시스템, 제조 및 공장 자동화), 바이오메카닉스 등이다.

- 2008  IAENG 편집위원
- 2010  ISO TC299 WG1 의장
- 2012  IJPEM 편집위원
- 2006  ICROS 이사ㆍ부회장

## 수상
로봇산업 발전 공로를 인정받아 2006년 지식경제부(현 산업부) 장관상을 수상했으며, 2012년 제어로봇시스템학회(ICROS) 우광방상을 수상했다. 현재 IJPEM(한국정밀공학회영문지)/IAENG(국제엔지니어협회지) 편집위원, 제어로봇시스템학회 부회장, 필드로봇소사이어티 부회장으로 활동하고 있다.

- 2004 IR52 장영실상 수상
- 2006 지식경제부 장관상
- 2012 ICROS 우광방상 수상
- 2018 '2018 올해의 10대 기계기술' 선정(한국기계기술총연합회)

## 같이 보기
- 지능형 로봇
- 로봇산업
- 로봇인
- 로봇공학자